# Цеттерштедт, Иоганн-Вильгельм
Иоганн-Вильгельм Цеттерштедт (швед. Johann Wilhelm Zetterstedt, 20 мая 1785—23 декабря 1874), шведский энтомолог. Учитель Андерса Густава Дальбома.

## Биография
С 1805 по 1808 год изучал естественные науки в Лундском университете, в 1808 году доктор философии, в 1810 году доцент ботаники, в 1812 году адъюнкт по естественным наукам, в 1822 году профессор в Лунде.
В 1840 году назначен там же профессором ботаники и практической экономии. Цеттерштедт прославился своими классическими работами над фауной насекомых Скандинавского полуострова и в особенности Лапландии, имеющими громадное значение для систематики насекомых вообще.

## Научные труды
Учёные труды Ц. немногочисленны, зато каждый из них является результатом многолетних тщательных исследований. Из них назовем: «Disse r tatio de fecundatione Plantarum» (Лунд, 1810 — 1812); «Orthoptera Sueciae disposita et descripta» (Лунд, 1821); «Resa genom Sveriges och Norriges Lappmarker» (Лунд, 1822); «Fauna Insectorum Lapponica (Coleoptera, Orthoptera, Hemiptera)» (Гамбург, 1828); «Monographia Scatophagarum Scandinaviae» (П., 1835); «Insecta Lapponica descripta» (Лпц., 1840); «Diptera Scandinaviae disposita et descripta» (Лунд, 1842 — [1860]).